# Pečine
Pečine este o localitate din comuna Tolmin, Slovenia, cu o populație de 156 de locuitori.